# Farmacodinamică
Farmacodinamica (denumită și farmacodinamie; uneori abreviată PD) este o ramură a farmacologiei care are ca studiu efectele moleculare, biochimice și fiziologice pe care substanțele chimice (în special medicamentele) le au asupra organismelor vii (animale, om, microorganisme, sau acțiunea pe mai multe organisme, cum este cazul infecțiilor). Mai exact, sunt cercetate mecanismele de acțiune ale acestor compuși.
Pe de altă parte, farmacocinetica se ocupă cu studiul acțiunii efectelor organismului asupra medicamentului și anume calea acestuia de la administrare și până la eliminare. Cele două științe împreună oferă detalii extrem de importante referitoare la dozarea, beneficiului, riscul și reacțiile adverse asociate administrării xenobioticelor.

## Ținte moleculare
Acțiunea farmacodinamică poate fi cercetată pe mai multe nivele: submolecular, molecular, celular, tisular, la nivelul organelor și la nivelul întregului organism, pentru care sunt utilizate tehnici in vivo (model viu) sau in vitro (fără model viu). Pentru a putea induce un anumit efect, substanța poate să interacționeze cu un receptor specific, care poate fi un receptor cuplat cu proteina G, un receptor intracelular (citoplasmatic) sau un receptor de tip ionic. În urma interacțiunii dintre compus și ținta moleculară pot avea loc efecte similare sau inverse unor compuși sintetizați endogen.

### Tipuri de receptori

Structura unui receptor transmembranar:
E=spațiul extracelular
I=spațiul intracelular
P=membrana citoplasmatică

Un aspect important în farmacodinamie este relația doză-răspuns, mai exact relația dintre concentrația medicamentului și efectul produs. Un exemplu ilustrativ este interacția dintre compus și receptor:
{\displaystyle {\ce {L + R <=> LR}}}
unde L, R și LR reprezintă ligandul (compusul), receptorul și respectiv complexul ligand-receptor. 
Receptorul este macromolecula aflată în membrana celulară sau în interiorul celulei, iar de acesta se va lega chimic un anumit compus (care este ligand). Tăria legării dintre ligand și receptor (legături covalente, ionice, de hidrogen sau hidrofobe) determină gradul de afinitate față de receptor. Agoniștii produc un răspuns biologic ca urmare a legării, iar antagoniștii nu produc niciun efect (ceea ce, prin legare, poate induce chiar efecte inverse liganzilor endogeni).
Există patru categorii de receptori:
- Receptori de tip canal-ionic (ionotropi), transmembranari
- Receptori cuplați cu proteina G (metabotropi), transmembranari
- Receptori cu domeniu citozolic, transmembranari
- Receptori citoplasmatici sau nucleari, intracelulari

## Efecte produse
Marea majoritate a medicamentelor prezintă unul dintre următoarele efecte biochimice/fiziologice:
a) inhibarea sau mimarea proceselor biochimice/fiziologice sau inhibarea proceselor patologice, sau
b) inhibarea unor procese vitale ale mirobilor și endo- sau ectoparaziților care parazitează un organism.

### Efecte dorite
Efectul dorit sau efectul primar este acel efect terapeutic care se dorește să se obține în urma administrării unei substanțe medicamentoase. 

### Efect placebo
Efectul placebo nu este generat de un mecanism farmacologic, ci este indus de alți factori (inclusiv psihologici). Totuși, nu prezintă valoare terapeutică și sunt utilizate de cele mai multe ori în studiile clinice.

### Durata de acțiune
Durata de acțiune a unui medicament este timpul în care acesta își manifestă efectul (în care este eficient terapeutic). Aceasta depinde de o serie de parametri, inclusiv timpul de înjumătățire plasmatic și afinitatea de legare a ligandului de ținta biologică (o afinitate mare presupune o legare mai puternică dintre cei doi și respectiv o creștere a duratei de acțiune).